# Stadtbahn w Berlinie
Stadtbahn w Berlinie (niem. Berliner Stadtbahn, dosł. berlińska kolej miejska) – czterotorowa linia kolejowa przebiegająca w kierunku równoleżnikowym przez centrum Berlina. Rozpoczyna się w zachodniej części śródmieścia na dworcu w Charlottenburgu i prowadzi przez stacje Savignyplatz, Zoologischer Garten, Tiergarten, Bellevue, Hauptbahnhof, Friedrichsstraße i Hackescher Markt, Alexanderplatz, Berlin Jannowitzbrücke do Ostbahnhof.
Dwa tory, położone po północnej stronie, wykorzystywane są przez szybką kolej miejską; z południowych korzystają pociągi pasażerskie, głównie regionalne i regionalne przyspieszone, ale także pociągi IC, ICE oraz polskie Berlin-Warszawa/Gdynia-Express. Centralna część trasy wykonana jest jako estakada złożona z ceglanych łuków.